# バース (お笑いコンビ)
バースは、吉本興業東京本社（東京吉本、厳密には子会社のよしもとクリエイティブ・エージェンシー）に所属していたお笑いコンビ。東京NSC11期生。2008年4月結成。2016年2月16日解散。

## メンバー
- 近藤 裕希（こんどう ゆうき、1985年7月29日 - ）ツッコミ担当
  - 愛知県名古屋市熱田区出身。
  - 身長180cm、体重65kg。血液型はAB型。名古屋市立白鳥小学校、名古屋市立宮中学校、立教大学社会学部産業関係学科卒業。
  - 大学は3年通って5年休学をしており、2013年4月に復学し芸人活動と並行して2年通学、2015年3月に卒業した[1]。
  - よしもと男前ランキング・2012年第35位、2013年49位、2014年7位、2015年36位。
  - 四人兄弟の三男。次男はワタナベコメディースクールに通っており芸人をしていた事がある。顔も背丈も西島永悟（元エリートヤンキー）に似ているらしい。
  - 織田信長の家臣・森蘭丸（森成利）の兄弟の末裔である。母方が森家で家系図なども残っている[2]。
  - 2010年夏から2013年初夏まで、同期のチョコレートプラネットの松尾、後輩のジャングルポケットの太田と同居していた。なお、後に同期のシソンヌのじろうも3人が同居しているところに途中から転がり込んできた。通称「幡ヶ谷芸人ハウス」。このメンバーでライブも行われていた。
  - 子供のころから夢遊病であり、同居人たちのTwitterなどでその様子がよく紹介されている。夢遊病を発症させる企画を2011年9月に行った単独ライブで行い、その時は発症しなかった。
  - 周りから「天然」と言われるような言動が多々ある。
  - 高校時代には『ダブルボランチ』としてスピードワゴンの冠番組（おそらく『てぃ〜んずワゴン たかぎまぢる』）に出演。M-1グランプリ2004ではダブルボランチとして出場し、2回戦に進出している[3]。

- - 現『パンサー』の向井慧とは幼少期からの幼馴染である。かつては向井とのコンビで『アジサイ公園』として活動[4]。その後、『トンファー』の小浜隆次（りゅうじ）が加わり、近藤、向井、小浜の3人でトリオ『ブルースタンダード』として活動していた（2008年3月解散）[4]。
  - 小学5年生の時、名古屋グランパスエイトのジュニアチームに入っていた。
  - 先輩である畑中しんじろう率いる畑中アイドル軍団KABUTOの一員。愛称は『こんちゃん』。
  - 普通自動車免許を持っている[5]。しかし、シソンヌ・じろういわく「こんちゃんに運転させてたら確実に今頃あの世逝きでしたよ。」との事で、多くの芸人仲間から運転が非常に下手だと言われている。
  - 好きな弁当は生姜焼き弁当。
  - カレーとハヤシライスならカレー派。
  - 2012年8月に行った単独ライブ「リバース」のおよそ10日前に行ったオープニングVTR撮影で電話ボックスの上から後ろ向きで飛び降り、両踵にひびが入る全治1か月の怪我を負ったが、お客さんにばれたら笑ってもらえなくなるとの理由で10日間通常通りライブ等に出演し隠し通していた。「リバース」のエンディングでその事実を公表し、ゲスト出演した初恋タロー、山添（当時ピン、現相席スタート）もその事実を知らなかった。
  - 2014年3月31日のラフブロサービス終了に伴ってブログも放置されていたが、2014年10月28日にyahoo!ブログに移行し再開することを宣言した[6]。
  - バース解散後は2016年6月から2018年11月12日にかけ、以前のトリオ「ブルースタンダード」のメンバーで元トンファーのりゅうじとコンビ「インディゴ」として活動。同じく元「ブルースタンダード」のメンバーであったパンサーの向井慧がコンビ名を「インディゴ」と命名した[7]。
  - 「インディゴ」解散後は芸能界を引退。

- 中村 亮介（なかむら りょうすけ、1984年12月19日 - ）ボケ担当
  - 山口県下関市彦島[8]出身。
  - 身長173cm、60kg。血液型はO型。山口県立下関工業高等学校卒業。
  - NSC入学前にJR西日本テクノスに勤務していた経験がある。ちなみにネルソンズの岸と、高校と勤務先が同じである。学年は岸が1つ上。
  - 元『パリコレ』メンバー。当時の相方は今は引退している。
  - 坊主頭が特徴だったが2013年4月ごろから髪を伸ばし始めた。
  - スケートボードが得意。
  - カレーとハヤシライスならハヤシライス派。
  - 比較的大人しい性格で感情をあまり出さない不思議系のため、同期や芸人仲間との付き合いもあまり無いが、同期ではタカダ・コーポレーションおやきやオープンスペース砂金などと、後輩ではちんぺい国場（元南国姉妹）や笑鷺濱口などと仲が良い。
  - ブログ等のSNSを長らく開設していなかったが2013年10月14日『トンファー＆バースの地球サミット』で「RT選手権」を行うためにライブ中にTwitterアカウントを作成した。
  - バース解散後、2017年6月1日に元オープンスペースの砂金秀明とコンビ「ベル」を結成。

## 概要
- 2008年4月、近藤が中村を誘う形でコンビ結成。前のコンビ時代から二人は仲が良かった。中村を誘った理由は、「唯一無二な感じがしたから」。[9]
- ネタは主にコントだが、2010年のキングオブコントでは一回戦で敗退し、同年のM-1グランプリでは準々決勝まで進んだ。予選順位も28位と、準々決勝敗退組の中でも好成績だった（準決勝には24位までが出場）。

## 出演

### 番組
- スリルな夜 イケメン合衆国（フジテレビ）- 2007年7月20日（近藤のみ・ブルースタンダード時代）
- 新しい波16（フジテレビ）- 2008年10月20日、2009年3月17日
- ふくらむスクラム!!（フジテレビ）- 2009年4月7日
- 笑っていいとも（フジテレビ）- 2009年7月20日（プチ芸勝ち抜きバトル）
- あらびき団（TBSテレビ）- 2010年1月6日初出演（中村のみ）。ナイフ、フォークが付いたバケツを回して飛ばし、一回で被ることに成功するという芸を披露した。同年8月24日にはコンビで出演した。
- 5LDK（フジテレビ）- 2010年1月7日
- フカボリン（テレビ東京）- 2013年2月17日（近藤のみ）

### 単独ライブ
- 2009年 8月 1日『高速バース』（シアターブラッツ）
- 2011年 9月24日『出演者バース』（シアターブラッツ）
- 2012年 8月26日『リバース』（シアターブラッツ）
- 2014年 2月22日『バースト』（ヨシモト∞ホール）

### 神保町花月
- ロック54's（2009年2月3日 - 2月8日）
- 古手川ドリームランド（2009年5月19日 - 5月24日）
- チャレンジ3DAYS 青空、バンザイ！（2009年8月4日 - 8月6日）
- 神保町花月×Confetti企画　エチュ1チャンピオンリーグズ（2009年11月13日）
- テンプテーション（2009年11月24日 - 26日、28日、29日）
- 東京NSC11期生チャレンジ公演　memory（2010年9月28日 - 10月1日）

ちなみに近藤は主役を演じ、パンサー向井が演じた役の幼馴染役であった。（現実でも幼馴染。）
- Deeeeeeeeeep!（前編）（2011年1月24日 - 27日、29日、30日）
- Deeeeeeeeeep!（後編）（2011年2月23日 - 2月27日）
- 武蔵（2011年5月3日 - 5月6日）
- GOD　GAME（2012年6月19日 - 6月24日）
- マイ・ソウル・パートナー（2012年10月16日 - 10月19日, 21日）